# Битва при Незибе
Битва при Незибе — сражение
Второй турецко-египетской войны.

## Предыстория
В мае 1838 года Мухаммед Али Египетский со всей ясностью дал понять, что желает получить независимость. В 1839 году на него двинулась османская армия.

## Ход сражения
В обеих армиях много солдат было призвано в последний момент, и потому обе армии страдали от высокого процента дезертиров. В итоге в районе Мезара к юго-западу от Незиба сошлись 40-тысячная османская армия и 50-тысячная египетская. Османская армия, уперевшись левым флангом в реку Незиб, начала артиллерийский обстрел египетской армии (османской артиллерией командовал Хельмут фон Мольтке). Пока египетская армия под артиллерийским огнём приближалась к османским позициям, египетская артиллерия тоже начала обстрел. Османская армия на 60 % состояла из курдов и туркоманов, которые не имели особой охоты сражаться, и бежали с поля боя из-под египетского обстрела. К тому моменту, когда египетская пехота достигла османской позиции, османская армия уже бежала.

## Итоги и последствия
Османская армия потеряла 4 тысячи погибшими (часть утонула в Евфрате во время бегства) и 12 тысяч пленными (из которых 5 тысяч перешло на сторону египтян). В плен попал и османский командующий Хафыз Осман-паша. Потери египтян составили 3 тысячи человек.